# The Strypes
The Strypes — молодая рок-н-ролл-группа из Кавана, образована в 2008 году. Группа состоит из 4 человек: Росс Фаррелли (Ross Farrelly) — вокал, гармоника, перкуссия; Джош Макклори (Josh McClorey) — гитара, клавиши, вокал; Пит О’Хэнлон (Pete O’Hanlon) — бас, гармоника и Эван Уолш (Evan Walsh) — барабаны.
По словам участников группы, увлечение блюзом выросло из любви к группе The Beatles. Благодаря The Beatles они открыли для себя другие британские ритм-энд-блюзовые группы — Rolling Stones, The Yardbirds, The Animals, The Who, The Kinks и Dr. Feelgood. Затем они начали искать оригиналы песен, которые исполняли все эти группы, и начали слушать Chuck Berry, Bo Diddley, Howlin’ Wolf, John Lee Hooker, Muddy Waters, Sonny Boy Williamson, Little Walter, Slim Harpo. Они так сильно увлеклись этой музыкой, что в итоге сами начали её играть.
После нескольких концертов у себя в городе, The Strypes начали выступать в клубах и пабах по всей Ирландии, играя как песни собственного сочинения, так и каверы на исполнителей ритм-н- блюз музыки. Их музыка быстро стала популярной в Ирландии, и их известность резко возросла.

## Музыкальная карьера

### Формирование и Ранние годы
Группа была сформирована в городе Каван в Ирландии. Изначально в группу входили: Макклори, Уолш, О’Хэнлон (вокал), Джэк Хайден (бас-гитара) и Конор Бэйтс (гитара).
Впервые The Strypes выступили в начальной школе на рождественском концерте. После этого группа начала играть в городе Каван и соседних городах. Через несколько месяцев Хайдан и Бэйтс покинули группу, О’Хэнлон начал играть на басу, а Росс Фарели стал новым вокалистом (он также играет на губной гармошке).

### 2012 — настоящее время: прорыв и дебютный альбом
В апреле 2012 The Strypes выпустили свой собственный альбом, названный Young, Gifted & Blue и состоящий из 4 блюз- каверов. В альбом вошли известные песни Billy Boy Arnold, Slim Harpo and Eddie Holland. Все члены группы на тот момент ещё учились в школе. Этот диск достиг 1 позиции на iTunes в первый же день после релиза (и сохранял в течение последующих шести недель). Это было большой неожиданностью для группы, а «You Can’t Judge a Book» стал незначительным хитом на ирландском радио.
Релиз диска заинтересовал многие звукозаписывающие компании, и началась битва между несколькими крупными лейблами за контракт с группой. В это же время группа начала путешествовать по Лондону, играть в клубах и подписала контракт с Rocket Music Management, под руководством Сэра Элтона Джона, фаната группы.
В декабре 2012 The Strypes подписали контракт с Mercury Records. Группа начала играть по всей Великобритании, о ней написали в таких музыкальных журналах, как NME и Mojo, а также в нескольких национальных газетах.
Среди знаменитых фанатов группы Jeff Beck, Paul Weller, Noel Gallagher, Dave Grohl, Roger Daltrey, и Miles Kane.
Во время ТВ шоу в феврале 2013 на Chelsea Lately в гостях у Грола Сэр Элтон Джон сказал о The Strypes: « Они узнали о R&B и блюзе в 16 лет то, что я накопил только в 65 годам. Они как глоток свежего воздуха».
28 марта 2013 года группа выпустила свой дебютный сингл под названием «Blue Collar Jane» на Mercury Records. Реакция на песню была позитивной, «А» сторона достигла 11 позиции в iTunes в альтернативном чарте.
В апреле 2013 группа появилась в программе «Later… with Jools Holland» наряду с другими музыкальными исполнителями, такими как Suede, Laura Mvula и Cat Power. Вторая песня группы «Hometown Girls» стала доступна для скачивания в мае 2013.
Дебютный альбом группы «Snapshot» вышел 9 сентября 2013. Он был записан у продюсера Криса Томаса (The Beatles, Sex Pistols). Третья песня «What a Shame» стала доступна для скачивания 28 июля.
27 июня 2013 года группа выступала на разогреве у британской индии-рок группы Arctic Monkeys.

## Влияние
The Strypes начали свою музыкальную, благодаря таким исполнителям, как The Beatles, The Who, Dr Feelgood, Chuck Berry, The Rolling Stones, Bo Diddley, The Yardbirds, The Jam, Willie Dixon, Little Richard, Elvis Costello, The Ramones, The Undertones, Rockpile, Dave Edmunds, Lew Lewis, The Animals, Nine Below Zero, Jimmy Reed, Little Walter, Them, The Pirates, Elmore James, Muddy Waters, Sonny Boy Williamson II, John Mayall & The Bluesbreakers, Slim Harpo, Robert Johnson, Billy Boy Arnold, Lead Belly, John Lee Hooker и Jerry Lee Lewis. Джош Макклори утверждает, что на создание альбома «What A Shame» их вдохновили Arctic Monkeys.

## Дискография

### Студийные альбомы
| Год  | Название         | Детали альбома | Позиция в чартах | Позиция в чартах | Позиция в чартах | Позиция в чартах |
| Год  | Название         | Детали альбома | IRE              | FRA              | NLD              | UK               |
| ---- | ---------------- | --- | ---------------- | ---------------- | ---------------- | ---------------- |
| 2013 | Snapshot         | - Выпущен: 9 сентября 2013 (UK), 18 марта 2014 (Северная Америка) - Лейбл: Virgin EMI Records - Форматы: CD, digital download, винил | 2                | 75               | 45               | 5                |
| 2015 | Little Victories | - Released: 24 July 2015 - Label: Virgin EMI Records - Formats: CD, digital download, vinyl                                          | -                | -                | -                | -                |

### Мини-альбомы
| Год  | Название            | Позиция в чартах   |
| Год  | Название            | iTunes Blues Chart |
| ---- | ------------------- | ------------------ |
| 2012 | Young Gifted & Blue | 1                  |
| 2013 | Blue Collar Jane EP | —                  |
| 2014 | 4 Track Mind EP     | —                  |
| 2015 | Flat Out EP         |                    |

### Синглы
| Год  | Название                              | B-сторона                                          | Позиция в чартах | Альбом            |
| Год  | Название                              | B-сторона                                          | UK               | Альбом            |
| ---- | ------------------------------------- | -------------------------------------------------- | ---------------- | ----------------- |
| 2013 | «Blue Collar Jane»                    | «What the People Don’t See», «I Wish You Would»    | 125              | Snapshot          |
| 2013 | «Hometown Girls»                      | «C. C. Rider (live)», «Stormy Monday Blues (live)» | 140              | Snapshot          |
| 2013 | «What a Shame»                        | «Beautiful Delilah», «I Can Tell (live)»           | —                | Snapshot          |
| 2013 | «Come Together»                       | —                                                  | —                | Non-album single  |
| 2013 | «Mystery Man»                         | —                                                  | —                | Japan-only single |
| 2013 | «You Can't Judge a Book by the Cover» | «You Keep Me Waiting», «Saved Me (From Myself)»    | —                |                   |